# PonPonPon
PonPonPon è un singolo della cantante pop giapponese Kyary Pamyu Pamyu. La canzone è uscita come singolo principale del suo prossimo album, Moshi Moshi Harajuku. È stata scritta e prodotta da Yasutaka Nakata della band electro-pop Capsule. Il video musicale, un tributo psichedelico alla cultura Kawaisa e Decora, è stato reso disponibile su YouTube il 16 luglio 2011 raggiungendo, a gennaio 2021 oltre 171 milioni di visualizzazioni.
Il brano è presente nel decimo episodio della venticinquesima stagione de I Simpson, Sposata con il blob.

## Tracce
Download digitale
PonPonPon - 4:08

## Classifiche
| Classifica (2011)       | Posizione più alta |
| ----------------------- | ------------------ |
| Japan Billboard Hot 100 | 9                  |